# Världens humorkväll
Världens humorkväll var en insamlingsgala med mål att samla in Världsföräldrar till stöd för Unicefs arbete med att hjälpa barn runt om i världen som lever under svåra förhållanden. Galan direktsändes varje år i TV4 mellan 2003 och 2007, därefter ersattes den av Humorgalan. I programmet deltog kändisar i reportage från områden där Unicef arbetar och innehåll inslag med parodier av tv-produktioner från TV4.

## 2003
Världens humorkväll sänds i TV4, 16 maj kl 19.00-22.00, programledarna var Martin Timell och Thomas Petersson under den första timmen, under den andra timmen var Babben Larsson och Hans Fahlén programledare, och under programmet sista timme var Kristian Luuk och Claes Malmberg programledare. I programmet drog man in runt 18 516 världsföräldrar, programmet avslutades med en "nakenchock" då Claes Malmberg sprang naken runt TV4-huset.

## 2004
Världens humorkväll sänds i TV4, 28 maj kl 19.00-22.00, programledarna var Martin Timell och Annika Andersson under den första timmen, under den andra timmen var Felix Herngren och Tilde de Paula Eby programledare, och under programmet sista timme var återigen Kristian Luuk och Claes Malmberg programledare. I programmet drog man in 23 516 världsföräldrar, programmet avslutades återigen med en nakenchock då Lihkören sprang nakna runt TV4-huset.

## 2005
Världens humorkväll sänds i TV4, 4 maj kl 19.30-22.00, programledarna var Sissela Kyle, Erik Haag, Måns Möller och Martin Timell. I programmet drog man in 25 000 världsföräldrar.

## 2006
Världens humorkväll sänds i TV4, 1 maj kl 19.20-22.00, programledarna var Martin Timell och Christine Meltzer samt Kristian Luuk och Emma Wiklund. I programmet drog man in 23 286 världsföräldrar.

## 2007
Världens humorkväll sändes i TV4, 7 april kl 19.30-22.00, programledare var Martin Timell. I programmet drog man in 11 500 världsföräldrar.